# Dzmitryj Sidarenka
Dzmitryj Sidarenka (Wit-Russisch: Дзмітрый Сідарэнка) (Minsk, 24 juli 1973) is een Wit-Russisch voormalig wielrenner.
In 1994 werd Sidarenka, met de Wit-Russische selectie, negende in de ploegentijdrit voor amateurs tijdens de wereldkampioenschappen. In 1999 reed hij namens de Nederlandse ploeg Batavus-Bankgiroloterij onder meer de Ronde van Drenthe en de Ronde van Nederland.

## Ploegen
- 1999 –  Batavus-Bankgiroloterij (vanaf 1 april)

Benjamin ·
van Bon ·
Bruinsma ·
Cerneus ·
Jeurissen ·
Kemna ·
Lust ·
Nijland ·
Reinerink ·
van Schalen ·
Sidarenko (vanaf 01/04) ·
Talen ·
van Velzen · 
Ypenburg